# Сільвія Куртін-Денамі
Сільвія Куртін-Денамі (фр. Sylvie Courtine-Denamy; 18 травня 1947 року, Неї-сюр-Сен — 8 жовтня 2014 року, Париж — французька філософиня, перекладачка, викладачка та дослідниця, що спеціалізувалася на філософинях Ханні Арендт та Сімоні Вейль.

## Академічна підготовка
Почала вивчати філософію в Університеті Париж-Нантер, мала уроки у філософів Еммануеля Левінаса, Поля Рікера, Жана-Франсуа Ліотара та Луї Марена. Відвідувала заняття Жана Бофре на гуманітарних підготовчих курсах при Ліцеї Кондорсе як вільна слухачка.
Вступила до Паризького університету IV та захистила дисертацію про концепції «Mitleid» та «Scham» у Фрідріха Ніцше під керівництвом професора Анрі Біро.
Сильний інтерес до історії спонукав її продовжити навчання з політології на факультеті міжнародних відносин. На цій посаді стала молодшою науковою співробітницею у CEVIPOF (Центр політичних досліджень при Sciences Po) та, за свою перекладацьку роботу, молодшою членкинею Інституту сучасних текстів та рукописів (ITEM, CNRS) у складі команди «Багатомовність, переклад, творення» та в Центрі сучасної та новітньої єврейської історії при Практичній школі вищих досліджень.

## Викладання та дослідження
Упродовж багатьох років викладала філософію у випускних класах середніх шкіл, а потім курс «Гуманітарні науки» у великих закладах вищої освіти (ENS P та T, CNAM, ESCAE, Essec).
Її дослідження зосереджені на сучасній філософії та сучасному юдаїзмі. Її робота була зосереджена, зокрема, на сучасних єврейських мислителях: Гансові Йонасі, Еммануелеві Левінасу, Лео Штраусові або Сімоні Вейль. Остання була темою її останньої філософської книжки під назвою «Сімона Вейль, у пошуках духовного коріння» (Cerf, 2009), яка вийшла з нагоди сторіччя від дня народження філософині.
Вона присвятила кілька досліджень політичній філософині Ганні Арендт, зокрема важливий та «ґрунтовний філософський аналіз» (Катрін Шальє). 1997 року опублікувала книжку «Три жінки в темні часи» — біографічне дослідження трьох жінок-філософинь, які присвятили себе роздумам про десятиліття 1933—1943 років, яке було сумішшю фашизму, нацизму, імперіалізму, антисемітизму та тоталітаризму.
Стурбована проблемами ідентичності та пам'яті, 2009 року вона опублікувала оповідання, адресоване своєму онукові, «Слухай, Натане: Прогулянка землею Ізраїлю» (фр. Écoute Nathan, Promenade en Eretz Israël) (L'Harmattan, 2009). Також цікавилася сучасним мистецтвом і поєднала мистецтво та філософію у своєму есе «Обличчя під питанням. Від образу до етики» (фр. Le Visage en question. De l’image à l’éthique) (La Différence, 2004).
2002 року здобула премію Альберто-Бенвеністе за творчість за свою роботу «Будинок Якова» (фр. Maison de Jacob) (Phébus, 2001), «сімейну монографію», з передмовою Юлії Кристевої.
Вона з'являлася в культурних медіа на France Culture та брала участь у програмі Bibliothèque Médicis, яку транслювали 24 травня 2013, на тему «Арендт, Айхман та інші».
Померла в Парижі в листопаді 2014 року. Її остання праця «Про гарне суспільство, Лео Штраус, Ерік Фегелін, Ханна Арендт» (Cerf, 2014) вийшла посмертно. Реагуючи на це раптове зникнення, CEVIPOF вшанував пам'ять «однієї з найкращих спеціалістів з питань Ханни Арендт та Еріка Фегеліна».

## Перекладацька діяльність
Була перекладачкою з англійської та німецької мов, переклала близько двадцяти творів філософів Ханни Арендт та Еріка Фегеліна (1901—1985). Її робота перекладачкою починається з творів Арендт, на якій вона спеціалізувалася. Переклала п'ять творів Еріка Фегеліна, зокрема перший том «Порядку та історії» («Ізраїль та Одкровення», 1956). Зацікавлена думками цього політичного філософа, була членкинею Товариства Еріка Фегеліна та прочитала кілька лекцій про роботи цього дослідника.

### Переклад творів Ганни Арендт французькою
- Ганна Арендт, «Прихована традиція»: Єврей як ізгой, Париж, Крістіан Бургуа, 1987, перевид. 1996 («Бібліотека 10/18», 2802), перевид. 1993 (зб. «Вибіркові есеї»). Збірка текстів, взятих з різних журналів та публікацій 1932—1963 років, тексти, перекладені з німецької та англійської мов Сільвією Куртін-Денамі.
- Ханна Арендт, Аушвіц і Єрусалим, Париж, Deuxtemps-Tierce, зб. «Literales II», 1991, перевид. 1993 (Presses Pocket, зб. «Агора» 129). Збірка статей, взятих з різних журналів та видань, 1941—1966, тексти, перекладені з німецької та англійської мов Сільвією Куртін-Денамі, передмова Франсуа Коллена.
- Ханна Арендт, Що таке політика, Париж, Éditions du Seuil, зб. «Філософський порядок», 1995, перевид. 2001 («Points Essais»). Текст підготувала та прокоментувала Урсула Лудз ; переклад з німецької та передмова Сільвії Куртін-Денамі.
- Ханна Арендт, Journal of Thought [1950—1973], Париж, Éditions du Seuil, зб. «Філософський порядок», 2005, 2 томи. Текст відредагували Урсула Лудз та Інгеборг Нордманн; у співпраці з Інститутом Ханни Арендт (Дрезден); перекладено з німецької та англійської мов Сільвією Куртін-Денамі.
- Ганна Арендт, «Єврейські твори», Париж, видавництво «Fayard», зб. «Відкриття», 2011. Презентації Джерома Кона, Рона Х. Фельдмана і Сільвії Куртін-Денамі ; переклад з англійської та німецької мов та анотації Сільвії Куртін-Денамі. Післямова Едни Брок.
- Ганна Арендт, Йоахім Фест, «Ейхман був огидно дурний: інтерв'ю та листи», Париж, Fayard, зб. «Відкриття», 2013. Текст відредагували Урсула Лудз та Томас Вайлд, переклад з німецької та (американської) англійської мов, анотації та післямова Сільвії Куртін-Денамі.

### Переклад творів Еріка Фогеліна
- Ерік Фогелін, Нова наука політики: вступ, Париж, Le Seuil, зб. «Філософський порядок», 2000. Переклад, передмова та примітки Сільвії Куртін-Денамі.
- Ерік Фогелін, Автобіографічні роздуми, Париж, Bayard, 2004. Текст відредагував та представив Елліс Сандоз ; перекладено з англійської, передмова та анотації Сільвії Куртін-Денамі.
- Ерік Фогелін, «Раса і держава», Париж, Vrin, зб. «Бібліотека філософських текстів», 2007. Переклад з німецької мови Сільвії Куртін-Денамі. Текст, написав Ерік Фогелін 1933 року: Філософ, що стикається з ідеєю раси та расизму, автор П'єр-Андре Таг'єфф
- Ерік Фогелін, Ізраїль та Одкровення, Париж, Le Cerf, зб. «Нічна варта», 2012. Том 1 «Порядку та історії» ; переклад з англійської (Сполучені Штати), передмова та анотації Сільвїі Куртін-Денамі ; вступ Моріса П. Гоґана.

### Інші перекладені твори
- Едмунд Лейтес, «Пристрасть щастя», Париж, Le Cerf, зб. «Пасажі», 1988. Переклад з англійської Сільвії Куртін-Денамі.
- Юліус Гуттман, Історія єврейських філософій: від біблійної епохи до Франца Розенцвейга, Париж, Gallimard, зб. «Бібліотека філософії», 1994. Переклад з англійської Сільвії Куртін-Денамі.
- Якоб Кац, Євреї та масони в Європі, 1723—1939, Париж, Le Cerf, зб. «Оповідання про юдаїзм», 1995, перевидано. 2011 (вид. CNRS, «Biblis Histoire» 7). Переклад з англійської Сільвії Куртін-Денамі.
- Ганс Йонас, «Між ніщо та вічністю», Париж, Белін, зб. «Екстремальний сучасник», 1996. Збірка текстів, взятих з різних журналів та публікацій, 1962—1987 рр.; тексти, зібрані та перекладені Сільвією Куртін-Денамі. Вийшла перед «Ганс Йонас — Ганна Арендт, історія взаємодоповнюваності» Сільвії Куртін-Денамі.
- Якоб Кац, Від традиції до кризи: Єврейське суспільство наприкінці Середньовіччя, Париж, Le Cerf, зб. «Оповідання про юдаїзм», 2000 ; перекладено з англійської Сільвією Куртін-Денамі; післямова Бернарда Дова Купермана.
- Ганс Йонас, Етика для природи, Париж, Desclée de Brouwer, зб. «Есеї Мідрашу», 2000. Текст відредагував Вольфганг Шнайдер; переклад з німецької, передмова та примітки Сільвії Куртін-Денамі.
- Їрміяху Йовель, Євреї за Гегелем та Ніцше: ключ до загадки, Париж, Le Seuil, зб. «Колір ідей», 2001. Переклад з американської Сільвії Куртін-Денамі.
- Пітер Емберлі та Баррі Купер (ред.), Віра та політична філософія: листування Штрауса-Фогеліна, 1934—1964, Париж, Vrin, зб. «Бібліотека філософських текстів», 2004. Переклад з американської Сільвії Куртін-Денамі.
- Десмонд Туту (ред.), Амністія для апартеїду: робота Комісії з правди та примирення, Париж, Le Seuil, 2004. Директор видавництва Філіп-Джозеф Салазар; переклад Сільвії Куртін-Денамі, Шарлотти Жирар, Філіпа-Жозефа Салазара. [Двомовне видання].
- Девід Біал, «Кров і віра: поширення символу між євреями та християнами», Париж, Bayard, 2009. Переклад з американської Сільвії Куртін-Денамі.
- Ганс Йонас, Філософські есеї: від стародавнього віросповідання до технологічної людини, Париж, Vrin, зб. «Бібліотека філософських текстів», 2013. Роботу відредагували Дам'єн Базен та Олів'є Депре; наукова координація та передмова Олів'є Депре; перекладали Дам'єн Базен, Сандрін Бержес, Сільвія Куртін-Денамі… [та ін.].

Її власні твори перекладено англійською, іспанською, японською, китайською мовами тощо.

## Основні публікації
- Ханна Арендт, Париж, Бельфонд, 1994, зб. «Файли». Видання в м'якій палітурці, Париж, Pluriel, Hachette, 1998.
- Три жінки у темні часи: Едіт Штайн, Сімона Вейль, Ганна Арендт, Paris, Albin Michel, збірка «Ідеї», octobre 1997. Видання в м'якій палітурці, Париж, Le Livre de Poche 2004.
- Турбота світу. Діалог між Ганною Арендт та деякими її сучасниками, Париж, Врін, зб. «На завтра», 1999.
- Дім Якова. Мова як єдина батьківщина, Париж, Феб, зб. «Суть справи», 2001. Передмова Юлії Кристевої.
- Обличчя, про яке йде мова. Від образу до етики, Париж, La Difference, зб. «Випробування», 2004.
- Сімона Вейль. У пошуках небесного коріння, Париж, Ле Серф, зб. «Нічна спостерігальниця», 2009.
- Послухай, Натане. Прогулянка по Ерец-Ісраель, Париж, L'Harmattan 2009.
- Вигнання у вигнанні — Мови інших місць, інші місця мов, Париж, L'Harmattan, 2014, зб. «Прекрасний сьогодні».
- З доброго товариства. Л. Штраус, Е. Фегелін, Х. Арендт: повернення політики у філософію, Париж, Le Cerf, зб. «Нічна спостерігальниця», 2014.

## Переклади українською
2025 року у видавництві «Дух і літера» вийшов український переклад праці «Три жінки в темні часи: Едіт Штайн, Ханна Арендт, Сімона Вайль, або Amor fati, amor mundi». Перекладач — Дмитро Каратєєв.